# Deux-Grosnes
Deux-Grosnes es una comuna nueva francesa situada en el departamento de Ródano, de la región de Auvernia-Ródano-Alpes.

## Historia
Fue creada el 1 de enero de 2019, en aplicación de una resolución del prefecto de Ródano del 29 de octubre de 2018 con la unión de las comunas de Avenas, Monsols, Ouroux, Saint-Christophe, Saint-Jacques-des-Arrêts, Saint-Mamert y Trades, pasando a estar el ayuntamiento en la antigua comuna de Monsols.